# Microdrosophila luchunensis
Microdrosophila luchunensis är en tvåvingeart som beskrevs av Zhang 1989. Microdrosophila luchunensis ingår i släktet Microdrosophila och familjen daggflugor. Inga underarter finns listade i Catalogue of Life.